# Macbeth (téléfilm, 1961)
Pour les articles homonymes, voir Macbeth.
Pour plus de détails, voir Fiche technique et Distribution.
Macbeth est un téléfilm canadien, réalisé par Paul Almond en 1961, et diffusé sur le réseau CBC le 22 janvier 1961.

## Fiche technique
- Titre original : Macbeth
- Pays d'origine :  Canada
- Année : 1961
- Réalisation : Paul Almond
- Histoire : William Shakespeare, d'après sa pièce éponyme
- Production : Paul Almond
- Société de production : Société Radio-Canada
- Langue : anglais
- Format : Noir et blanc – 1,33:1 –  Mono
- Genre : drame
- Durée : 85 minutes
- Dates de diffusion :  Canada : 22 janvier 1961

## Distribution
- Sean Connery : Macbeth
- Zoe Caldwell : Lady Macbeth
- Ted Follows : Macduff
- William Needles : Banquo
- Robin Gammell : Malcolm
- Powys Thomas : Duncan
- Max Helpmann : Ross
- Sharon Acker : Lady Macduff
- Larry Zahab : Seyton
- Rex Hagon : Fleance
- Gillie Fenwick : Angus